# Garnizon Grudziądz
Garnizon Grudziądz – garnizon zajmowany kolejno przez instytucje i jednostki Armii Cesarstwa Niemieckiego (do 1919), Armii Wielkopolskiej (1919), Wojska Polskiego II RP (1920-1939 i w konspiracji), Wehrmachtu (1939-1945), ludowego Wojska Polskiego (1945-1989) i Sił Zbrojnych RP po 1989 roku.
Rozporządzeniem Ministra Obrony Narodowej z 10 sierpnia 2022 w sprawie utworzenia, przekształcenia i zniesienia garnizonów oraz określenia zadań, siedzib i terytorialnego zasięgu właściwości ich dowódców, określono  terytorialny zasięg Garnizonu Grudziądz. Obejmuje on (2022) miasto Grudziądz oraz powiaty grudziądzki, kwidzyński, świecki (z wyłączeniem gminy Świecie).

## Wojsko Polskie II Rzeczypospolitej

### Garnizon grudziądzki w 1932
W okresie międzywojennym był miastem liczącym ponad 50 tysięcy mieszkańców i jednocześnie dużym garnizonem wojskowym złożonym z kilku rodzajów broni, służb i instytucji wojskowych. Stan ten zmieniał się nieznacznie na przestrzeni lat.

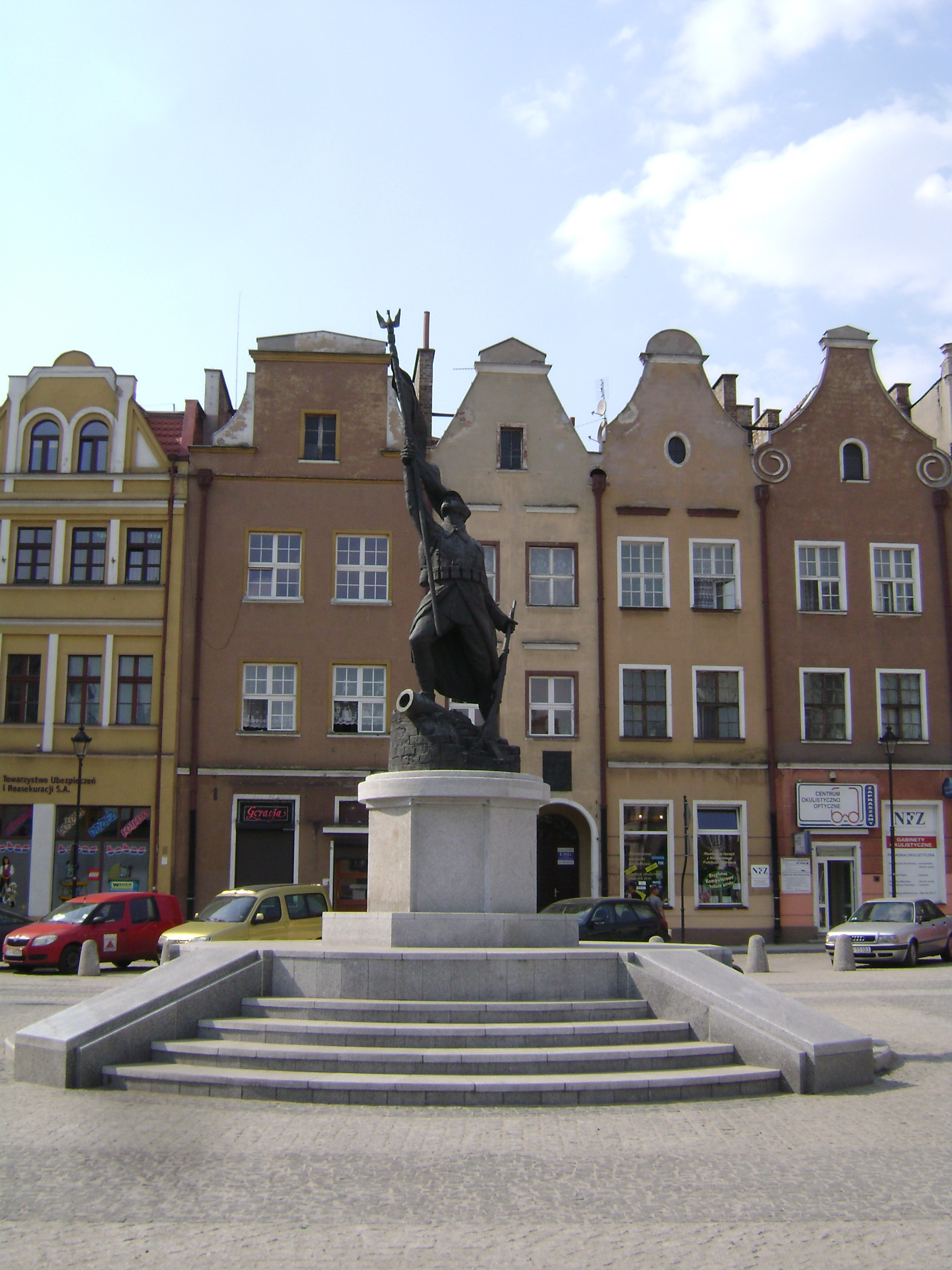
Pomnik Żołnierza Polskiego na Rynku Głównym w Grudziądzu

- Dowództwo 16 Pomorskiej Dywizji Piechoty
- 64 Grudziądzki Pułk Piechoty[2]
- 65 Starogardzki Pułk Piechoty[3]
- 66 Kaszubski Pułk Piechoty im. Marszałka Józefa Piłsudskiego (I i III batalion)
- 16 Pomorski Pułk Artylerii Lekkiej
- kompania łączności 16 Dywizji Piechoty
- Grudziądzki Batalion Obrony Narodowej
- 18 Pułk Ułanów Pomorskich
- Centrum Wyszkolenia Kawalerii
- Centrum Wyszkolenia Żandarmerii
- Szkoła Podoficerów Piechoty dla Małoletnich
- Lotnicza Szkoła Strzelania i Bombardowania
- Pluton Żandarmerii Grudziądz
- Szefostwo Fortyfikacji
- Składnica Materiału Intendenckiego
- Wojskowy Sąd Okręgowy Nr VIII
- Wojskowy Sąd Rejonowy
- Wojskowe Więzienie Śledcze Nr 8
- Powiatowa Komenda Uzupełnień Grudziądz
- Rejonowy Inspektor Koni
- Administrator Rzymskokatolickiej Parafii Wojskowej (kościół garnizonowy)

### Obsada personalna komendy placu
Obsada personalna komendy placu w marcu 1939:
- komendant placu – mjr żand. Ney Teofil Michał
- kierownik referatu mobilizacyjnego i OPL – kpt. piech. Batorski Józef